# Andreas Preschel
Andreas Preschel (ur. 1 lutego 1961) – wschodnioniemiecki judoka.
Mistrz świata w 1983. Brązowy medalista mistrzostw Europy w 1985. Wicemistrz Europy juniorów w 1980. Mistrz NRD w 1983 i 1985 roku.